# Georg Schneider
Georg Schneider (22 aprile 1892 – 5 gennaio 1961) è stato un calciatore tedesco, di ruolo centrocampista.